# ایوان هشکو
ایوان هشکو (اوکراینی: Іван Гешко؛ زادهٔ ۱۹ اوت ۱۹۷۹) دونده دو نیمه‌استقامت، و ورزشکار دو و میدانی اهل اتحاد جماهیر شوروی سوسیالیستی است.